# レッコ城

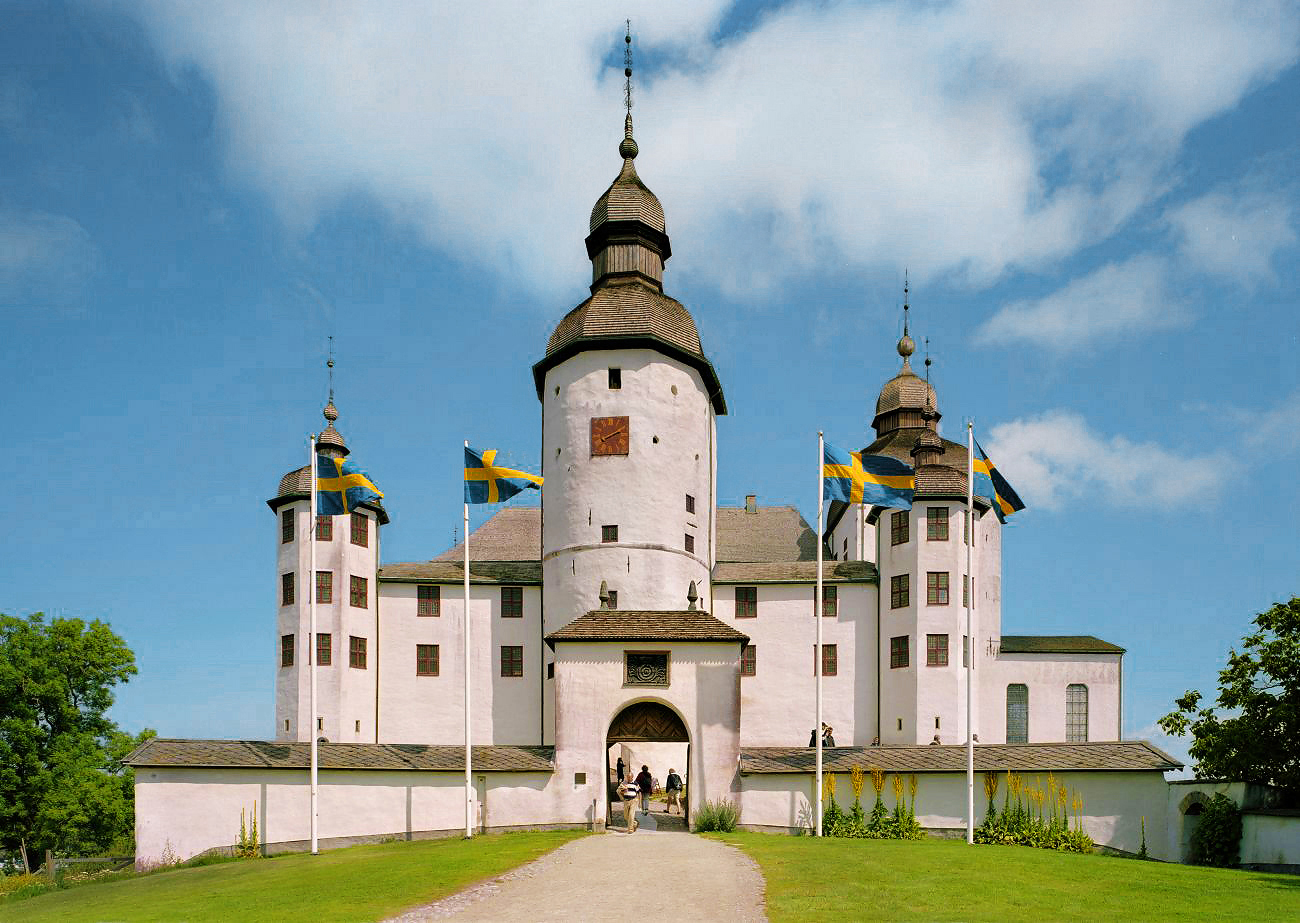
レッコ城

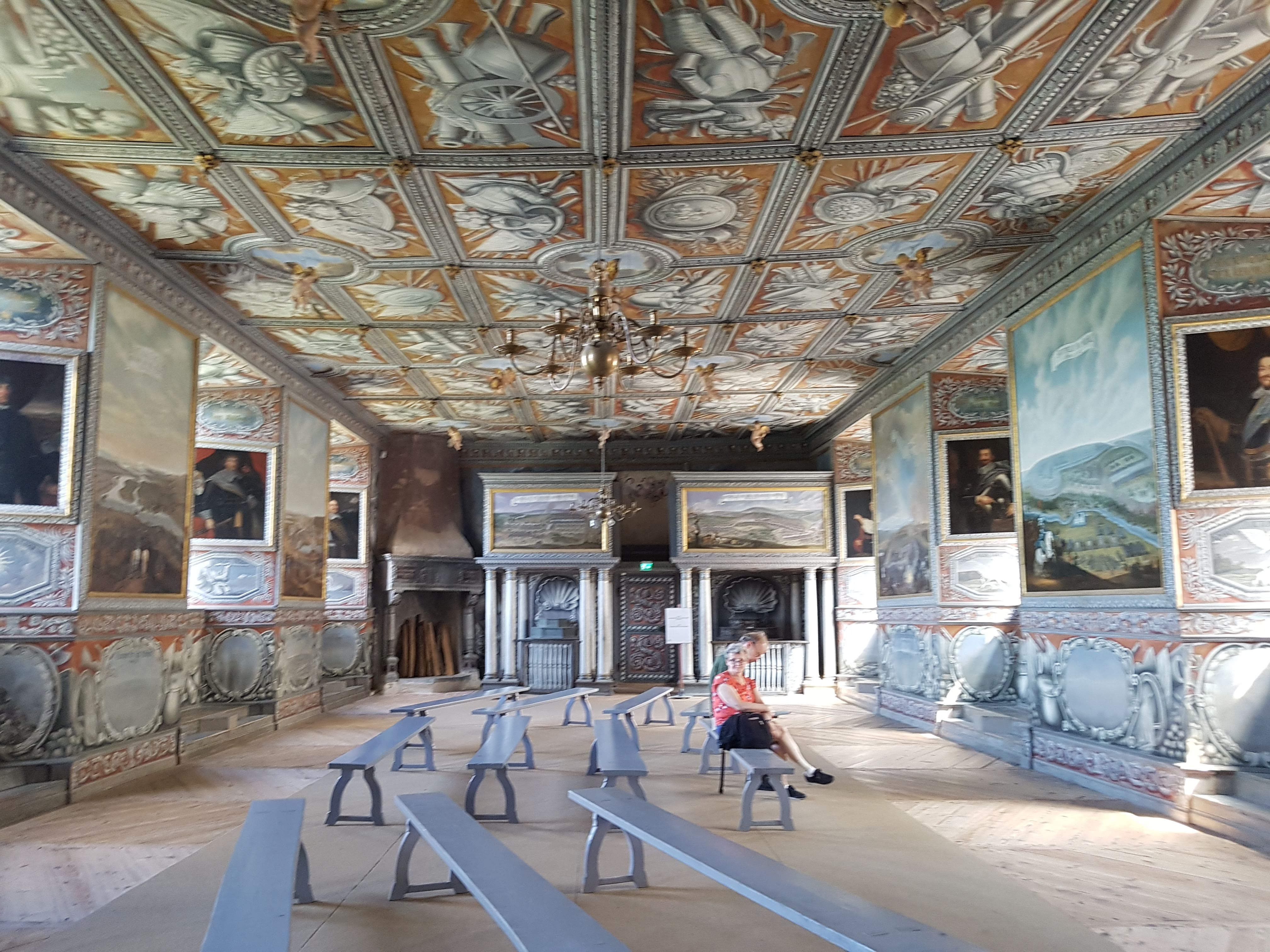
レッコ城の会食室

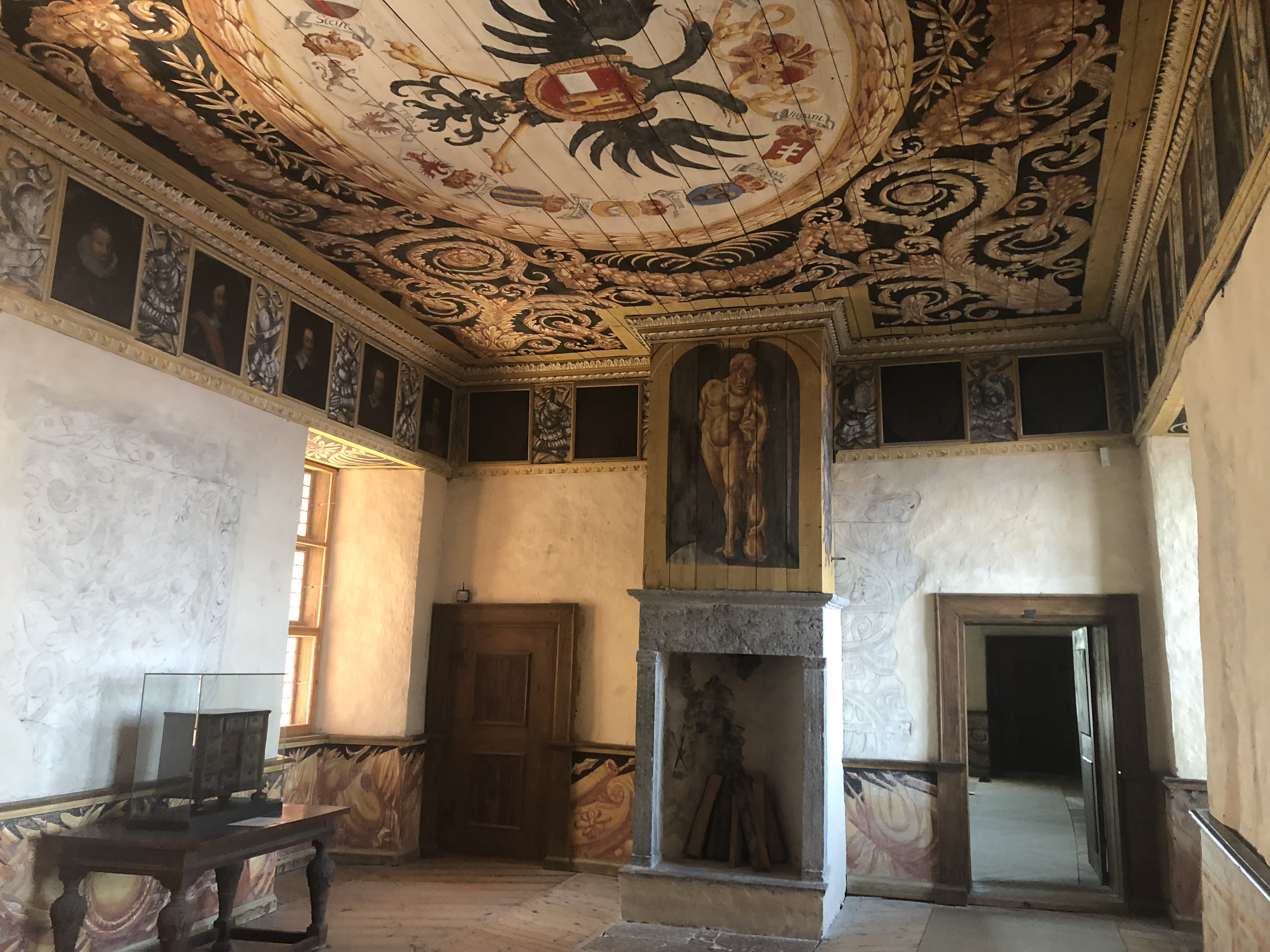
レッコ城の内装

レッコ城（レッコじょう、スウェーデン語: Läckö Slott、ラッコ城とも表記）は、スウェーデンにある中世の城である。ヴェステルイェートランド地方のリードヒェーピングから北に25キロほど、ヴェーネルン湖のコールランソ島にある。

## 来歴
レッコ城があるコールランソ島は面積56.78 km2の島である。1298年、スカラ教区司教ブリニョルフ・アルゴットソンが塀に囲まれた2-3軒の建物からなる砦として城塞の基盤となるものを作った。1470年代の火事の後、砦が拡張された。
1527年の宗教改革以降、グスタフ1世がこの城を所有するようになった。ヤコブ・デ・ラ・ガーディエ元帥 (1583–1652) が1615年にこの城を所有を許され、砦の3階部分を含む大規模な増築を実施した。この時期に中央の中庭に入る門が付け加えられ、またフレスコ画、階段、3階の部屋なども整備された。
1654年にマグヌス・ガブリエル・デ・ラ・ガーディエ伯 (1622–1686) がレッコ城で大きな改築を主導した。本館に4階が作られ、多数の芸術家が城の壁や天井を装飾するために雇われた。
1695年、ニュースウェーデン知事ヨハン・ビョルンソン・プリンツの娘であったアルメゴットがこの城で亡くなっている。
その後、レッコ城は1752年にカール・グスタフ・テッシン伯 (1695–1770) に与えられ、1810年にはカール・ヨハン・アードレルクレイツ将軍 (1757–1815) に与えられた。
1993年以降はレッコ城はスウェーデン政府が管理する観光地となっている。
スタファン・イースベク作曲の「レッコ城」というギターの楽曲が存在する。

## レッコ城オペラ
レッコ城オペラ (スウェーデン語: Läckö Slottsopera) が1997年から毎年、7月半ばから3週間ほどにわたり、城の内側の中庭でオペラを上演している。野外上演を行っていたが、2006年には観客を雨から守るため城の中庭に取り外しのできる布の屋根が導入された。屋根は全部で400m2の面積があって4つのセクションに分かれており、120m2のセクションが2つ、80m2のセクションが2つある。
レッコ城オペラは2011年に「大胆なレパートリー方針」により、機関としては初めてスウェーデンの雑誌『オペラ』のオペラ賞 (スウェーデン語: Tidskrften Operas operapris) を受賞した。

## 関連文献
- The Splendour of The Baroque. Läcko Castle, A Nobleman’s Home in Sweden’s Age of Greatness (Lars Sjöberg and Anneli Welin. Stockholm: National Museum of Fine Arts. Text in Swedish. 2001)   ISBN 91-7100-643-5